# Последња екскурзија 3
Последња екскурзија 3 (енгл. Final Destination 3) амерички је натприродни хорор филм из 2006. године, редитеља Џејмса Вонга. Самосталан наставак филма Последња екскурзија 2 (2003), трећи је део у филмској серији Последња екскурзија. Вонг и Глен Морган, који су радили на првом филму франшизе, написали су сценарио. Главне улоге играју Мери Елизабет Винстед и Рајан Мериман, а одвија се годинама након првог филма. Винстед игра Венди Кристенстен, матуранткињу која предосећа да ће се ролеркостер, који она и њени пријатељи посећују, испасти из колосека. Иако спашава неке од њих, смрт почиње лов на преживеле. Венди схвата да фотографије које је снимила у забавном парку садрже трагове о смрти њених пријатеља из разреда. Са преживелим и пријатељем Кевином Фишером (Мериман), Венди покушава да искористи ово сазнање да спаси остале и уништи схему смрти.
Развој филма почео је убрзо након издања филма Последња екскурзија 2; Џефри Редик, аутор франшизе и косценариста прва два филма, није се вратио као део трећег. За разлику од другог филма, који је био директан наставак првог, продуценти су филм Последња екскурзија 3 замислили као самосталан филм. Идеју о приказивању ролеркостера који исклизава са шина као катастрофу на почетној сцени дошао је од извршног директора New Line Cinema-е, Ричарда Брајанта. Од почетка, Вонг и Морган су контролу видели као главну тему у филму. Кастинг је почео у марту 2005. године, а завршио се у априлу. Као и претходна два дела, снимљен је у Ванкуверу. Прве две недеље тромесечног снимања употребљене су за снимање исклизнавања са шина.
Након премијере 2. фебруара 2006. у Грауманс чајнис театру, филм је биоскопски издат 10. фебруара 2006. године у Сједињеним Државама. DVD, издат 25. јула 2006. године, садржи коментаре, документарне филмове, избрисане сцене и анимирани видео. Специјално DVD издање названо „Thrill Ride Edition”, садржи филм „Choose Their Fate”, који служи као интерактивни филм, омогућавајући гледаоцима да доносе одлуке у одређеним тачкама филма које мењају ток приче.
Последња екскурзија 3 добила је помешане критике критичара. Неки критичари назвали су филм формуларним и рекли да он није донео ништа ново у франшизу, док су га други хвалили да ужива и да испуњава очекивања публике. Две сцене смрти које укључују соларијум и пиштољ за ексере, као и наступ Винстедове привукли су позитивне критике критичара. Филм је остварио финансијски успех и, са приходом од 118 милиона долара, постао је део са највећом зарадом у то време. Четврти филм, Последња екскурзија 4, издат је у августу 2009. године.

## Радња
Ученица средње школе Венди Кристенстен посећује забавни парк у Пенсилванији са својим дечком Џејсоном Вајзом, својом најбољом пријатељицом Кари Дрејер, Кариним дечком Кевином Фишером и њиховим другарима из разреда, како би прославили своје матурирање. Док се улазе у ролеркостер Ђалољи лет, Венди предосећа да ће током вожње отказати хидраулика која причвршћује појасеве и седишта, убивши све у њему. Она убеђује деветоро људи, укључујући Кевина, најбоље пријатељице Ешли Фројнд и Ешлин Халперин, бившег ученика Френкија Чикса, спортисту Луиса Ромера и готски пар Ијан Макинлија и Ерин Алмер, да не иду на ролеркостер, али не успева да спаси Џејсона и Кари, којима није дозвољено да напусте вожњу и на тај начин су убијени.
Неколико недеља касније, Кевин говори Венди о експлозији лета 180 и накнадним смртима преживелих, верујући да су можда у сличној ситуацији. У соларијуму, Ешли и Ешлин умиру након што су заробљене у неисправним соларијумима и живе изгореле. Сада, уверени да их смрт прогања, Венди и Кевин су кренули да спасе преостале преживеле користећи знакове скривене на фотографијама преживелих које је Венди снимила у ноћи квара ролеркостера. Када Венди и Кевин улазе у драјв-тру ресторан и посматрају Френкијеву фотографију, одбегли камион са полуприколицом их тера да побегну из Кевиновог аутомобила пре него што се судари. У судару је мотор излетео из Кевиновог аутомобила и убио Френкија пререзавши му лобању.
Следећег дана, Венди и Кевин не успевају да спасу Луиса, чију су главу смрскала два тега машине Bowflex-а у школској теретани. Проналазе Ијана и Ерин како раде у продавници гвожђа, где ланчана реакција одбеглог виљушкара дозвољава Венди да спаси Ијана од његове смрти. Међутим, смрт прескаче до Ерин, која пада на пиштољ за ексере који јој непрестано пуца кроз главу. Док идентификује последња два преживела са фотографија, чија су лица замагљена, Венди схвата да су то њена сестра Џули и једна од њених пријатељица, што је навело Венди и Кевина да пожуре на локални сајам како би их спасили. Кевин спашава Џули од набијања на дрљачу, али бандера из ваздуха кобно убија Џудину пријатељицу Пери Малиновску. Након што је Венди спасила Кевина из експлозивног канистера с пропаном, трио се суочава са тужним Ијаном, који криви Венди за Еринину смрт. Међутим, пре него што се Ијан може осветити, нестабилна колица ватрометних топова бацају ватромет у знак који пада на њега и смрви га.
Пет месеци касније, Венди види још знакова док се вози возом у метроу са цимерком Лором и пријатељем Шоном. Како ће се Венди ускоро искрцати, одједном се поново састаје са Џули и Кевином, који су такође ушли у воз. Венди добија још једно предосећање да ће се воз срушити, убивши све у њему. У паници, преостали преживели покушавају да зауставе воз који ће се ускоро сударити, остављајући судбину непознатом.

## Улоге
| Глумац                | Улога             |
| --------------------- | ----------------- |
| Мери Елизабет Винстед | Венди Кристенстен |
| Рајан Мериман         | Кевин Фишер       |
| Крис Лемки            | Ијан Макинли      |
| Алекс Џонсон          | Ерин Алмер        |
| Сам Истон             | Френки Чикс       |
| Џеси Мос              | Џејсон Вајз       |
| Џина Холден           | Кари Дрејер       |
| Тексас Бетл           | Луис Ромеро       |
| Шелан Симонс          | Ешли Фројнд       |
| Кристал Лоу           | Ешлин Халперин    |
| Аманда Кру            | Џули Кристенстен  |
| Меги Ма               | Пери Малиновски   |
| Екстазија Сандерс     | Амбер Реган       |
| Патрик Галагер        | Колквит           |
| Ендру Франсис         | Пејтон            |
| Кори Монтит           | Кахил             |
| Дастин Милиган        | Маркус            |
| Тони Тод              | Ђаво / кондуктер  |
| Агам Дарши            | Лора              |
| Дилан Базиле          | Шон               |
| Александар Калугин    | Јуриј             |